# عبيد الله بن رماحس
عبيد الله بن رماحس القيسي القتيبي الجُشمي الرملي أحدُ رواة الحديث النبوي،  قال عنه ابن حجر العسقلاني: «ما هو بمعتمد عليه». كان شيخ معمرًا، وصل سنه إلى أكثر من مئة عام.

## احاديثه
روى عن: طارق بن زياد الجشمي، ومنصور بن سلمة الخزاعي. روى عنه: أحمد بن إسماعيل الصدفي، وأحمد بن محمد العنزي، وبدر الحمامي، وسليمان بن أحمد الطبراني، والقاسم بن زكريا المطرز، وعبد الله بن علي الخواص.

## نسبه
أبو محمد عبيد الله بن رماحس بن محمد بن خالد بن جبير بن قيس بن عمرو بن عبدة بن ناشب بن عتيبة بن غزية الجشمي من جشم بن معاوية بن بكر بن هوازن بن منصور بن عكرمة بن خصفة بن قيس عيلان بن مضر بن نزار بن معد بن عدنان.  وقيل جشم بن سعد بن بكر بن هوازن.